# Телефон
Телефон (из грч. τῆλε, теле, „удаљен” и φωνή, фоне, „звук”) је уређај за комуникацију на даљину, који се користи тако што прима и преноси звук (углавном људски глас) са једног мјеста на друго и обратно. Већина телефона ради тако што преноси електрични сигнал преко сложеног система телефонских мрежа који дозвољава комуникацију скоро било којег корисника телефона са скоро било којим другим.
Постоје три основна начина којим се неки корисник телефона повезује на телефонску мрежу:
- традиционални (фиксни телефон), који је повезан кабловима са једном одређеном физичком локацијом;
- бежични и радио-телефони, који користе или аналогне или дигиталне сигнале;
- сателитски телефони, који користе телекомуникационе сателите; и

Постоје и VoIP везе (из енглеског Voice over IP што значи Глас преко Интернет протокола) које се користе Интернет везом. За сада се ове везе остварују преко традиционалних бакарних парица.
Између крајњих корисника, повезивање се може вршити преко бакарног или/и оптичког влакна, микроталаса, сателитске везе или комбинацијом ових.
Доскора, кад би се рекло телефон, углавном би се мислило на фиксни телефон. Бежични и мобилни телефони су сада устаљени широм свијета, при чему се од мобилних телефона чак очекује да ће на крају потпуно замијенити „традиционалне”, фиксне телефоне. За разлику од мобилних телефона, бежични се углавном сматрају „фиксним” телефонима, јер имају домет углавном од неколико метара или неколико десетина метара и углавном се повезују на базну станицу која је потом повезана кабловима на фиксну телефонију.

## Делови телефона
Делови телефона су :
- МТК (Микротелефонска комбинација) то јест слушалица,
- Тастатура или бројчаник, зависно од модела мада данас се све више користе телефони са тастатуром
- и други делови

## Историја
Остаје неразјашњено ко је изумио први телефон, пошто су Антонио Меучи, Јохан Филип Рајс, Александар Бел и остали — сви кандидати за ову титулу. Важно је запамтити да не постоји нешто попут „јединственог изумитеља телефона”. Стање телефоније какво имамо данас је резултат рада многих руку, од којих је свака помоћ била веома вриједна.

### Механички уређаји
Пре изума електромагнетских телефона, кориштени су механички акустични уређаји за пренос гласа и музике на раздаљине веће од оних које се могу досећи нормалним директним говором. Најранији механички телефони су били базирани на преносу звука кроз цеви или друге физичке медије. Акустични телефони у виду лименке, су били познати вековима. Код њих су две дијафрагме повезане напетим струном или жицом, чиме се преноси звук механичким вибрацијама од једне до друге дуж жице (а не путем модулисане електричне струје). Класични пример је дечија играчка направљена повезивањем дна две папирне чаше, металних конзерви, или пластични боца са чврсто разапетим канапом.
Међу најранијим познатим експериментима су они које је спровео британски физичар и полимат Роберт Хук од 1664. до 1685. За један акустични жичани телефон направљен 1667. године се сматра да је његово дело.
Више година током касних 1800-их, акустични телефони су били комерцијално пласирани као конкуренција електричним телефонима. Када су истекли Белови телефонски патенти, мноштво нових произвођача телефона се појавило на тржишту, те су акустични телефонски произвођачи брзо били потиснути у заборав. Њихов максималан опсег је био врло ограничен. Пример једне такве фирме била је компанија Пулсион компанија телефонске опреме, коју је формирао Лемуел Мелет у Масачусетсу, која је своју верзију дизајнирала 1888. године, и чији производи су били инсталирани на жељезничкој мрежи.
Осим тога, говорне цеви су дуго биле у широкој употреби, посебно у зградама и на бродовима, и још увек се могу понегде срести у данашње време.

### Електрични уређаји
Телефон је произашао из прављења и константног побољшавања електричних телеграфа. Године 1804, шпански полихистор и научник Франциско Салва Кампило конструисао је електромагнетни телеграф. Први функционални телеграф је израдио енглески проналазач Франсис Роналдс 1816. године и тај уређај је био напајан статичким електрицитетом. Електромагнетни телеграф је креирао Барон Шилинг 1832. године. Карл Фридрих Гаус и Вилхелм Едуард Вебер су исто тако израдили један облик електромагнетног телеграфа 1833. године у Гетингену.
Електрични телеграф је први увео у комерцијалну употребу Сер Вилијам Фотерџил Кук, његовом применом на Великој западној железници у Енглеској. Ова инсталација је премошћавала растојање од 13 mi (21 km) од Падингтон станице до Западног Дрејтона и ушла је у употребу 9. априла 1839. године.
Још једна верзија електричног телеграфа је независно развио и патентирао у Сједињеним Државама 1837. Семјуел Морзе. Његов помоћник, Алфред Вејл, развио је сигнализациону азбуку Морзеовог кода са Морзеом. Први телеграм је у Америци послао Морзе дана 6. јануара 1838. године, преко 2 mi (3 km) дуге линије.
- Морзеов телеграф
- Телеграфски тастер Морзеовог телеграфа
- Морзеов телеграф из 1931.
- Хјузов телеграф

## Бежични телефони
Бежичне телефоне је изумио Тери Пол, 1965. године. Они се састоје од базне станице (део комплета на који се ставља слушалица) која је кабловима спојена са фиксном телефонијом, и слушалице која је радио-таласима спојена са овом базном станицом, тј. не постоји гајтан како код класичног телефона. То корисницима дозвољава да носе слушалицу без базне станице, у оквиру домета ове базне станице. Базне станице у себи садрже и пуњач акумулаторске батерије у слушалици која омогућава рад преносне слушалице, тако да бежични телефони у принципу не функционишу при нестанку струје.
Бежични телефони су у почетку користили фреквенцију од 1,7 MHz за комуникацију базе са слушалицом. Да би се побољшао квалитет и превазишли проблеми ограничености домета, ово је касније промијењено тако да се користи FM на вишим фреквенцијама 49 MHz, 900 MHz, 2,4 GHz, и 5,8 GHz. Телефони који раде на фреквенцији од 2,4GHz се често мијешају са одређеним бежичним мрежним протоколима (802.11b/g) јер користе исту фреквенцију. Данас је домет слушалице до базне станице пар стотина метара.

## Дигитални и глас преко ИП телефони
Изум транзистора 1947. године је драматично изменио технологију која се користи у телефонским системима и у мрежама за пренос на даљину. Са развојем електронских комуникационих система током 1960-их, телефонија је постепено еволуирала у дигиталну телефонију чиме је знатно повећан капацитет и квалитет, уз снижење трошка одржавања мреже.
Са развојем метода за дигиталну комуникацију података, као што су протоколи који се користе за Интернет, постало је могуће да се дигитализује глас и да се преноси у виду података у реалном времену преко рачунарских мрежа. То је омогућило настанак поља телефоније путем Интернет протокола (ИП), која је позната и као Интернет телефонија (VoIP), што је термин који одражава методологију на меморабилан начин. Показало се да је VoIP „реметилачка” технологија која брзо замењује традиционалне инфраструктуре телефонских мрежа.
До јануара 2005, око 10 % телефонских претплатника у Јапану и Јужној Кореји је прешло на овај дигитални телефонски сервис. Јануара 2005. један чланак у Њузвику је наговестио да је интернетска телефонија вероватно „следећа велика ствар”. У данашње време мноштво VoIP предузећа нуди услуге потрошачима и привредним организацијама.
Са становишта купца, ИП телефонија користи широкопојасне интернет везе и специјализовану опрему за купце за пренос телефонских позива преко Интернета, или било које модерне приватне мреже података. Корисничка опрема може бити аналогни телефонски адаптер (АТА) који повезује конвенционални аналогни телефон са ИП мрежном опремом или може бити ИП телефон који има мрежну и интерфејсну технологију уграђену у стони апарат и пружа традиционалне, познате делове телефона, слушалицу, бројчаник или тастатуру, и звоно у пакету који обично подсећа на стандардни телефонски сет. Поред тога, многи произвођачи рачунарског софтвера и телефонски оператери пружају апликацијски софтвер који емулира телефон помоћу прикљученог микрофона и аудио слушалица, или рачунарских звучника.
Упркос нових карактеристика и погодности ИП телефона, неки могу имати значајне мане у односу на традиционалне телефоне. Осим ако су компоненте ИП телефона подржане извором непрекидног напајања или неким другим резервним извором напајања, телефон престаје да функционише током прекида напајања до чега може доћи услед невремена или других катастрофалних околности када је телефон најпотребнији. Традиционални телефони који су повезани са старијом ПСТН мрежом немају овај проблем, јер се они напајају из батерија телефонске компаније, које ће наставити да функционишу чак и ако дође до дужег нестанка струје. Још један проблем са услугама заснованим на интернету је недостатак фиксне физичке локације, што утиче на способност пружања помоћи ургентних служби као што су полиција, ватрогасци или хитна помоћ, кад их неко позове. Осим ако регистровани корисник не ажурира локацију физичке адресе ИП телефона након преласка на нову адресу, ургентне службе могу бити и бивале су отпремане на погрешну локацију.

## Закључавање телефона
Телефони са кружним бројчаником су се могли закључавати посебним катанцем. На тај начин се није могло позивати са тог телефона, ако немаш кључ, али су могли да се примају телефонски позиви.

## Симболи
Графички симболи који се користе за означавање телефонских услуга или информација везаних за телефон у штампи, рекламама, и другим медијима су ℡ (U+2121), ☎ (U+260E), ☏ (U+260F), ✆ (U+2706) и ⌕ (U+2315).

## Употреба
Године 2002, само 10 % светске популације је користило мобилне телефоне, а до 2005 тај удео је порастао до 46 %. До краја 2009, било је укупно скоро 6 милијарди претплатника мобилних и фиксних телефона широм света. Тиме је обухваћено 1,26 милијарди претплатника фиксних линија и 4,6 милијарди мобилних претплатника.